# 桑蒂伊
桑蒂伊（法語：Sentilly，法語發音：[sɑ̃tiji] ⓘ）是法国奥恩省的一个旧市镇，属于阿让唐区。2018年，桑蒂伊与临近的2个市镇合并为新市镇奥恩河畔蒙。

## 地理
桑蒂伊（48°45'58"N, 0°6'56"W）面积7.73 平方千米，位于法国诺曼底大区奧恩省，该省份为法国西北部内陆省份，北起顺时针与卡爾瓦多斯省、厄尔省、厄尔-卢瓦省、萨尔特省、马耶讷省和芒什省接壤。
与桑蒂伊接壤的市镇（或旧市镇、城区）包括：科莫、蒙加鲁、奥恩河畔穆兰、奥卡涅、里村。

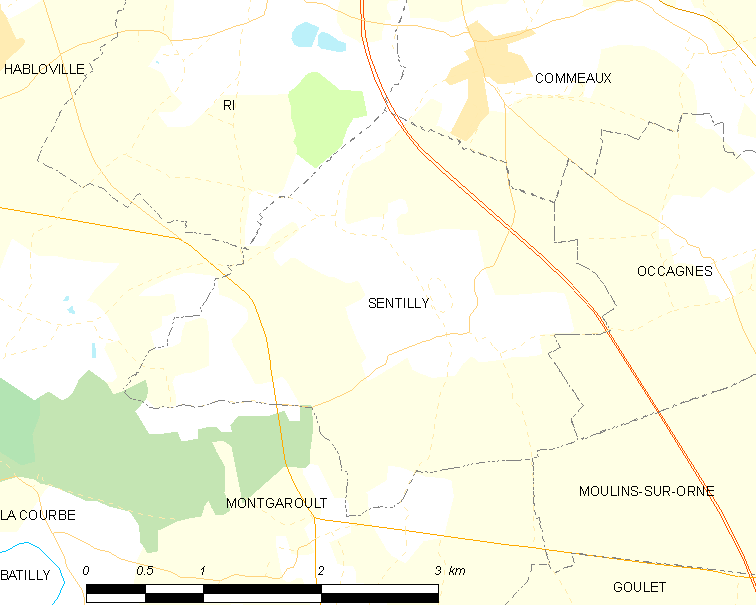
桑蒂伊的OSM定位图

桑蒂伊的时区为UTC+01:00、UTC+02:00（夏令时）。

## 行政
桑蒂伊的邮政编码为61150，INSEE市镇编码为61468。

## 政治
桑蒂伊所属的省级选区为马尼勒代塞尔县。

## 人口

1962-2008年间桑蒂伊人口变化图示

桑蒂伊于2018年1月1日时的人口数量为129人。